# Érd Aréna
Az Érd Aréna egy többcélú fedett sportcsarnok Érden, amely több szakosztálynak is otthont ad. Befogadóképessége: 2300 fő.

## Jellemzők
Az Érd Aréna megfelel a legmagasabb, nemzetközi szintű előírásoknak, ezért nyitása óta számos rangos eseménynek adott otthont.

## Egyéb jellemzők
- Alapterület:  14 950 m²
- A lelátók lifttel megközelíthetők
- A pálya borítása parketta
- Klimatizált épület
- nagyfelbontású LED eredményjelző
- 360 db gépkocsi parkoló

## Események
- Budapest Darts Gála 2019
- I. Rock Aréna
- Retro Show koncert
- Érdi Nyitnikék tavaszi kiállítás és vásár
- Magyar röplabdakupa döntők
- Röplabda Európai Liga mérkőzések
- Experidance Production színpadi előadások
- Bajnokok Ligája női kézilabda mérkőzések
- Férfi kézilabda Európai-bajnoki selejtező
- Aquatic Kupa szinkronúszó versenyek
- Honvéd vízilabda mérkőzések
- Street Darts egyéni nemzeti bajnokság
- Érd Női Kézilabda mérkőzések
- Magic magyar bajnokság
- Rendvédelmi nap és kiürítési gyakorlat
- Felnőtt egyéni asztalitenisz országos bajnokság